# Áno Vasilikós
Áno Vasilikós (Ano Vasilikos) är en ort i Grekland.   Den ligger i prefekturen Nomós Zakýnthou och regionen Joniska öarna, i den sydvästra delen av landet, 240 km väster om huvudstaden Aten. Áno Vasilikós ligger 21 meter över havet och antalet invånare är 280. Den ligger på ön Zakynthos.
Terrängen runt Áno Vasilikós är kuperad åt nordväst, men söderut är den platt. Havet är nära Áno Vasilikós åt sydost.  Närmaste större samhälle är Zákynthos, 8,3 km nordväst om Áno Vasilikós. 